# Časovna hladna vojna
Časóvna hládna vôjna je izmišljen spor, ki je potekal skozi zgodovino in največ v 22. stoletju, voden s strani frakcij, ki spreminjajo zgodovino in izvirajo iz 31. stoletja v TV nadaljevankah Zvezdne steze. To je boj med tistimi, ki bi spreminjali zgodovino za svoje potrebe in tistimi, ki bi raje ohranili neokrnjen izvirni časovni potek.